# Elecciones legislativas de Colombia de 1970
Las elecciones legislativas de Colombia de 1970 se realizaron en el mes de abril, el mismo día de las reñidas elecciones presidenciales, en el marco del período conocido como Frente Nacional. Bajo el pacto frentenacionalista, los partidos liberal y conservador tenían derecho a la repartición equitativa de los escaños.
En el marco de los acuerdos suscritos desde 1957, el ala oficialista del liberalismo y el conservatismo, apoyó una candidatura presidencial conjunta, en este caso la del conservador Misael Pastrana Borrero. Por su parte, un grupo de disidentes de ambos partidos conformaban desde 1962 la Alianza Nacional Popular, la cual apoyaba las aspiraciones del expresidente y general retirado Gustavo Rojas Pinilla.
Del mismo modo, pequeños sectores de ambos partidos apoyaban las candidaturas presidenciales de Belisario Betancur y Evaristo Sourdis.
De acuerdo con las normas políticas vigentes, se eligieron un total de 118 senadores y 210 representantes, junto con miembros de Asambleas Departamentales y Concejos Municipales. Igualmente, fue la primera ocasión en la que se elegían miembros de la Cámara para un periodo de cuatro años.

## Resultados
Los escaños del Congreso se distribuyeron de la siguiente forma:

### Partido conservador
| Número        | Corriente     | Escaños Senado | Porcentaje | Escaños Cámara | Porcentaje |
| ------------- | ------------- | -------------- | ---------- | -------------- | ---------- |
| 1             | Anapistas     | 26             | 22.0%      | 43             | 20.5%      |
| 2             | Pastranistas  | 18             | 15.3%      | 30             | 14.3%      |
| 3             | Belisaristas  | 9              | 7.7%       | 19             | 9.0%       |
| 4             | Sourdistas    | 6              | 5.0%       | 13             | 6.2%       |
| Total escaños | Total escaños | 59             | 50%        | 105            | 50%        |

### Partido Liberal
| Número        | Corriente      | Escaños Senado | Porcentaje | Escaños Cámara | Porcentaje |
| ------------- | -------------- | -------------- | ---------- | -------------- | ---------- |
| 1             | Pastranistas   | 39             | 33.1%      | 57             | 27.1%      |
| 2             | Anapistas      | 12             | 10.2%      | 28             | 13.3%      |
| 3             | Sourdistas     | 5              | 4.2%       | 9              | 4.3%       |
| 4             | Belisaristas   | 3              | 2.5%       | 6              | 2.9%       |
| 5             | Independientes | 0              | 0%         | 5              | 2.4%       |
| Total escaños | Total escaños  | 59             | 50%        | 105            | 50%        |